# 로버트 채프만
로버트 채프만(Robert Cleaver Chapman) (1803년 1월 4일 – 1902년 6월 12일), "사랑의 사도"로 불린 목회자이자 성경교사.

## 어린 시절
채프만은 덴마크 헬싱괴르(Helsingor) 출생이며 부유한 요크셔(Yorkshire) 주, 휘트비(Whitby)의 부유한 성공회 교도 무역상의 가정에서 자라났다. 로버트는 가족이 덴마크에 있을 때 어머니에게 교육을 받았으며, 가족이 영국으로 돌아온 후에는 요크셔의 기숙학교에서 교육을 받았다. 15살 때, 로버트는 변호사 사무실의 견습 사무원으로 일하기 위해 런던으로 이사했다.

## 법률가 경력
로버트는 5년의 견습을 완료하고 1823년에 변호사가 되었다. 그 해에 그는 런던의 비국교도 교회에서 제임스 에반스(James Harington Evans) 목사로부터 전해진 복음을 듣고 크리스천이 되었다.. 그는 직업적으로도, 영적으로도 형통했으며, 여가 시간의 대부분을 런던의 가난한 사람들을 방문하고 돕는 데에 할애했다. 가난한 자들에 대한 그의 헌신은 데번주(Devon)의 반스테플(Barnstaple)에 살던 사촌의 남편 (또다른 변호사) 퍽슬리(Pugsley)에게 큰 감명을 주었다. 그로 인해 퍽슬리도 크리스천이 되었고 반스테플의 가난한 자들을 돕는 일을 시작했다. 1831년 로버트는 휴가를 내어 반스테플을 방문하여 그 근방에서 전도하는 것과 사역을 도왔다. 런던으로 돌아온 후, 그는 전심사역에 대한 소명을 느끼게 되었으며, 법률 업무의 어떤 면들은 자신의 신앙생활에 맞지 않는다고 느꼈다.
1832년에 그는 반스테플의 에베네제르 스트릭 채플의 사역자로 초청을 받았다. 1832년 4월, 그는 변호사 사무실을 퇴사하고 사역자가 되기 위해 반스테플로 이사했다.

## 목회자 경력
그는 어떤 교파의 신조나 신념보다는 오직 성경에 기반으로 결속되겠다는 조건으로 스트릭 침례교회의 목회직을 받아들였다. 예를 들면 로버트는 완전히 잠기는 침례를 받은 사람들 뿐만 아니라 진실한 믿음의 고백을 가진 신자라면 누구나 교제할 수 있다고 믿었다. 교제에 대한 그의 견해는 안토니 노리스 그로브스(Anthony Norris Groves)와 유사했다.  
시간이 지나면서 그 교회는 엄격한 침례교회에서 조금씩 변화하여 브리스톨의 조지 뮐러가 인도한 개방적인 형제교회와 유사하게 비교적 자유로운 교파로 바뀌게 되었으며, 그로버너(Grosvenor) 거리의 건물은 그로버너 스트리트 채플(Grosvenor Street Chapel)로 알려지게 되었다. (1994년, 이 교회는 그로버너 거리에서 기차 창고를 개조한 반스테플의 건물로 이동하게 되었고, 지금은 "그로브너 교회(Grosvenor Church)"로 알려져 있다.)